# Pirámides de Meroe

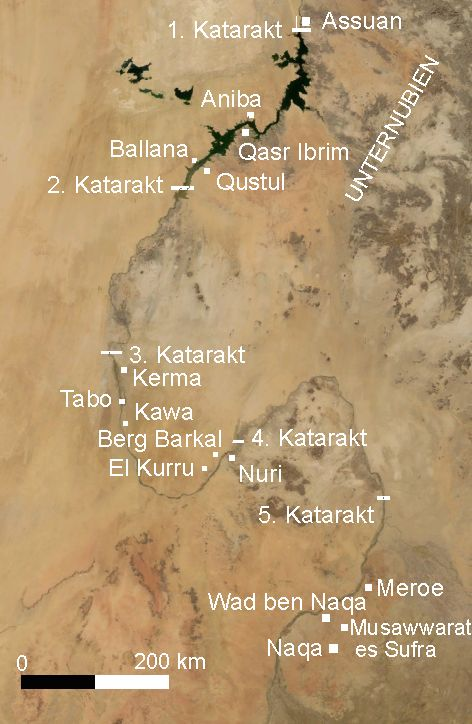
Vista satelital de la Antigua Nubia, donde aparece Meroe.

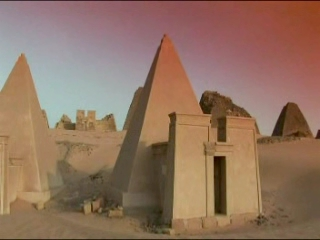
Pirámide Meroe con pilono en la entrada.

Las pirámides de Meroe se encuentran en Sudán, a unos 200 kilómetros al noreste de Jartum, cerca del pueblo de Begarawiyah. Según su ubicación, se pueden dividir aproximadamente en tres grupos (Begarawiyah norte, sur y oeste) y se distribuyen en pequeñas colinas de alrededor de un cuarto de kilómetro cuadrado en tamaño. En total, hay más de 900 pirámides y tumbas, la mayoría de las cuales se encuentran en el sur y oeste de Begarawiyah.
Las pirámides de Meroe, construidas en piedra o en materiales más perecederos, tienen menos de 30 metros de altura y son significativamente más pequeñas que las conocidas pirámides del Antiguo Egipto y fueron utilizadas como tumbas para los reyes, reinas y altos funcionarios del reino histórico de Kush en Nubia. Su período de construcción se extiende principalmente entre c. 300 a. C. y c. 300. La primera pirámide de Meroe, que se puede atribuir con seguridad a un gobernante, proviene del rey Arakamani (Ergamenes I), que reinó alrededor del 280 a. C.
Las pirámides de Meroe son Patrimonio de la Humanidad por la UNESCO desde 2011.

## Origen
En todos los ámbitos de la vida, especialmente en la cultura de la clase dominante nubia, existió una fuerte referencia al Antiguo Egipto. Las creencias y la cultura material estaban dominadas por su vecino del norte, especialmente al comienzo del estado nubio. En este contexto, la costumbre de ser enterrado en pirámides probablemente fue adoptada por la clase dominante. Sin embargo, no solo se copiaron las formas arquitectónicas de Egipto, sino también la creencia en una vida después de la muerte. En la medida en que se dispone de fuentes escritas, pueden encontrarse casi los mismos ritos y costumbres. Sobre todo, era importante que el difunto también fuera recordado después de su muerte y que se le hicieran ofrendas. Para ello, construyeron estructuras funerarias relativamente elaboradas y accesibles, como es el caso de pirámides con un templo funerario. El dios supremo de los muertos era, como en Egipto, Osiris, que por lo demás, aparentemente, no tuvo templo propio ni culto en Nubia. También adoraban a otras divinidades funerarias como Isis y Anubis. Estas divinidades son mencionadas una y otra vez en los textos funerarios nubios y, por tanto, también en los templos. Sobre todo, se invocaba a Isis y Anubis cuando pedían pan y agua, para que les garantizase el suministro de alimentos para toda la eternidad.

## Construcción de las pirámides

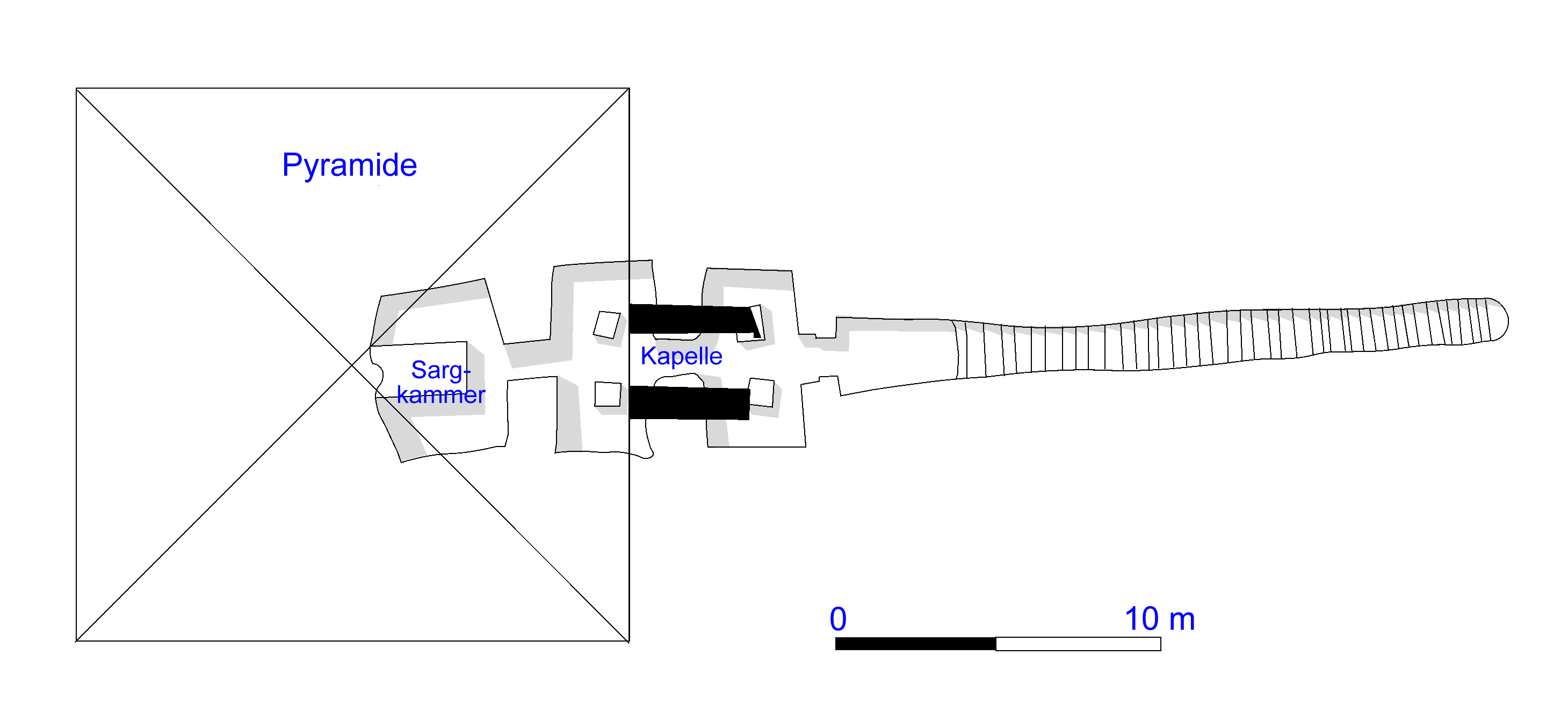
Plano de la pirámide N7.

Cada pirámide consta de tres partes:
- Pirámides reales, inicialmente construidas con piedra arenisca local, pero que luego también se utilizó ladrillo. Tienen una altura de entre 10 a 30 metros.
- Ante la pirámide, al este, existe un pequeño templo funerario con un pilono de entrada, que suele estar ricamente decorado con relieves. Aquí la persona muerta es nombrada y representada en escenas del inframundo o junto a deidades. Todo el complejo piramidal a veces está rodeado por un muro.
- Las cámaras funerarias reales están debajo de la pirámide. La entrada está frente al templo, nunca hay salas dentro de la estructura piramidal real. Los reyes tenían un sistema de enterramiento de tres cámaras, con las dos primeras a menudo decoradas con pilares y la última, para enterrar propiamente al difunto. Las reinas solo tenían dos cámaras subterráneas, y los reyes posteriores solo tenían una tumba de dos cámaras.

Las pirámides de Meroe tienen un ángulo de 72 grados en comparación con los 54 grados de las egipcias, y también son mucho más pequeñas que aquellas. La mayoría de ellos no están revestidas, sino escalonadas, sin terminar en un vértice, algo aplanadas o truncadas en su parte superior y tal vez terminaron con un cilindro pequeño y plano o con alguna decoración escultórica, tal vez del Ba del difunto. Algunas disponen de una abertura en lo alto de la parte oriental, lo que provocó la sospecha de los cazatesoros de que pudiese encontrar una cámara oculta, lo que provocó que en 1834, muchas de ellas fueran destruidas para buscar los supuestos tesoros escondidos. Sólo en un caso se acertó, encontrándose las joyas de oro de la reina Amanishajeto.
Las pirámides reales de Meroe se pueden dividir en dos grupos, que difieren por su tamaño. El primer grupo data desde el rey Ergamenes I (c. 280 a. C.) a la reina Amanishajeto (finales del siglo I a. C.). La longitud media de los lados es de 18 m. En el segundo grupo (desde el rey Natakamani c. 50), sin embargo, la longitud media de los lados es de solo 6,6 m. Durante este tiempo, obviamente, la construcción de pirámides perdió importancia. Al mismo tiempo, las pirámides de las reinas o candaces se hacen más grandes que las de los reyes.

## Meroe y sus cementerios

Mapa de Meroe y sus cementerios.

Las tumbas reales de Meroe se encuentran en las tierras altas al este de la cercana ciudad. Se construyeron tres cementerios denominados:
- Cementerio sur, que cuenta con nueve pirámides reales. Cuatro de las pirámides pertenecían a reyes y cinco a reinas. Otras ciento noventa y cinco tumbas completan el cementerio.
- Cementerio norte, con cuarenta y una pirámides reales. Treinta pertenecían a reyes, seis a reinas y cinco a otros miembros de la realeza. El cementerio tiene tres tumbas más, no reales, para un total de cuarenta y cuatro.
- Cementerio oeste es un sitio no real. Contiene unas ciento trece tumbas.[4]

Existe una convención de abreviaturas, de tal forma que Beg viene de Begarawiyah, N para cementerio norte, S para cementerio sur y W para cementerio oeste. 
La primera enumeración de las pirámides proviene de la expedición de Lepsius aunque las denominaciones actuales siguen a George Andrew Reisner. Los huecos en la numeración local se deben a tumbas que probablemente no sean reales. La siguiente lista contiene todas las pirámides que se pueden asignar a un rey o una reina, así como las tumbas de los dignatarios cuyos nombres se han conocido. No todas las pirámides se pueden asignar a un propietario. Los nombres de los propietarios se conservan principalmente en los pequeños templos de las pirámides, pero si estos han sido destruidos, hay poca evidencia para su identificación. Los objetos inscritos con nombres rara vez se encontraron en las cámaras funerarias, por lo que los hallazgos allí son de poca ayuda. La mayoría de las pirámides estaban equipadas con una placa de ofrendas con la inscripción del nombre del propietario de la tumba. Desafortunadamente, las tablas de ofrendas son objetos que se pueden llevar fácilmente, por lo que su ubicación es difícil de precisar. A continuación, las pirámides se asignan a un propietario cuando esta es razonablemente segura.

## Cementerio sur de Begarawiyah

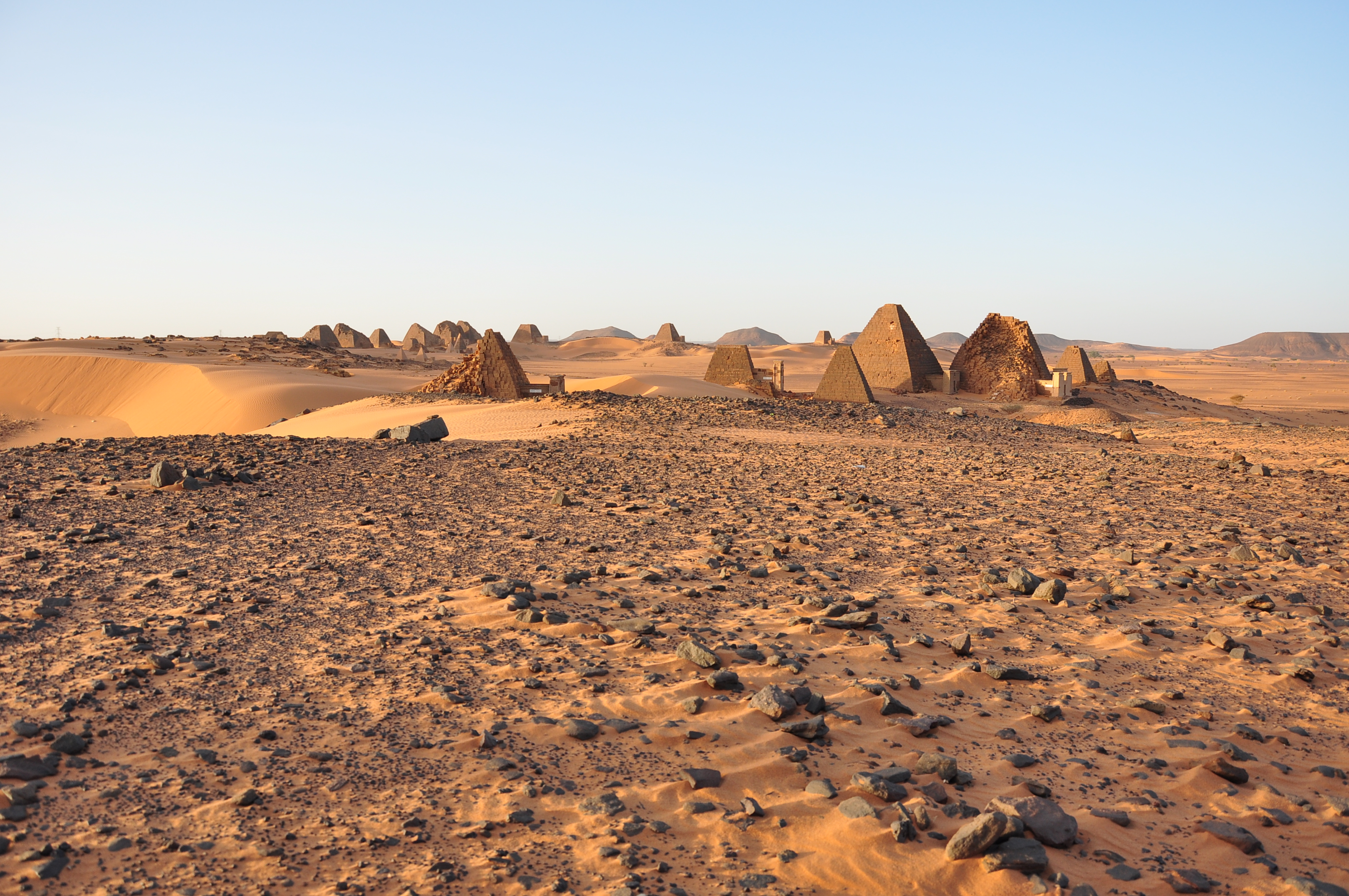
Cementerio sur de Meroe.

El cementerio del sur es el lugar de enterramiento de la familia real meroítica desde c, 720 - 300 a. C. Hasta que se abandonó y fue sustituido por el cementerio norte, fue el principal lugar de enterramiento real de los reyes de Meroe.
Este cementerio contiene varias pirámides:
- Beg.S 1 - pirámide de reina (anónima)
- Beg.S 2 - pirámide de reina (anónima)
- Beg.S 3 - pirámide de reina (anónima)
- Beg.S 4 - hermana del rey, madre del rey, Kenreth = Saleran? (o Saluwa?)
- Beg.S 5 - rey Amanislo
- Beg.S 6 - rey Arqamani o rey Jnum-ib-re(?)
- Beg.S 9 - pirámide de reina (anónima)
- Beg.S 10 - rey Kalka Kaltaly
- Beg.S 20 - príncipe Weteriken (?), hijo de Amaniastabarqa o Siaspiqa[6]
- Beg.S 85 - princesa Mernua, contemporánea del rey Anlamani - Aspelta[6]
- Beg.S 500 - príncipe Kariben, hijo del rey Siaspiqa o el rey Nasajma[6]
- Beg.S 503 - reina Jennuwa, aproximadamente del tiempo de Nastasen[5]

## Cementerio norte de Begarawiyah

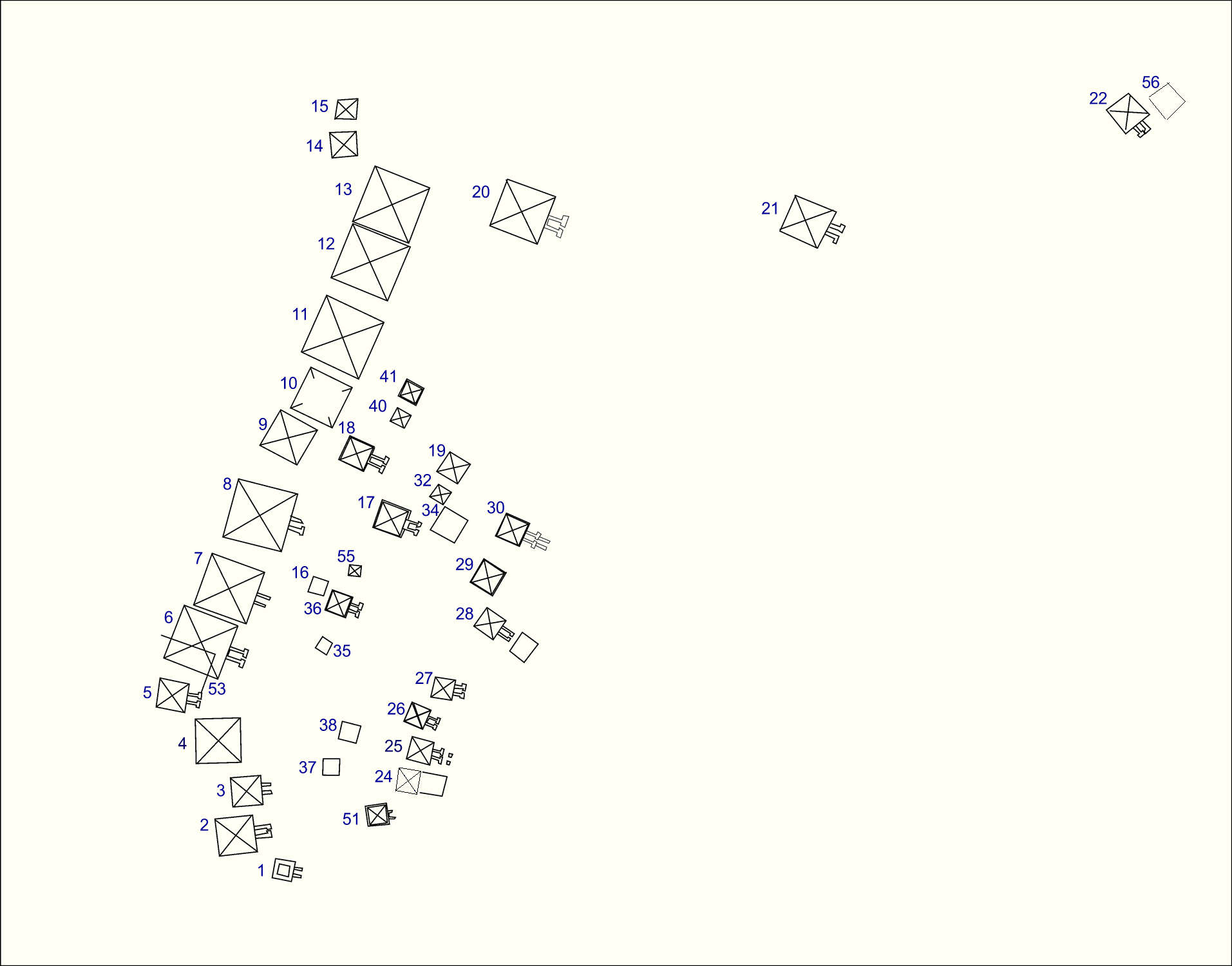
Cementerio norte de Meroe.

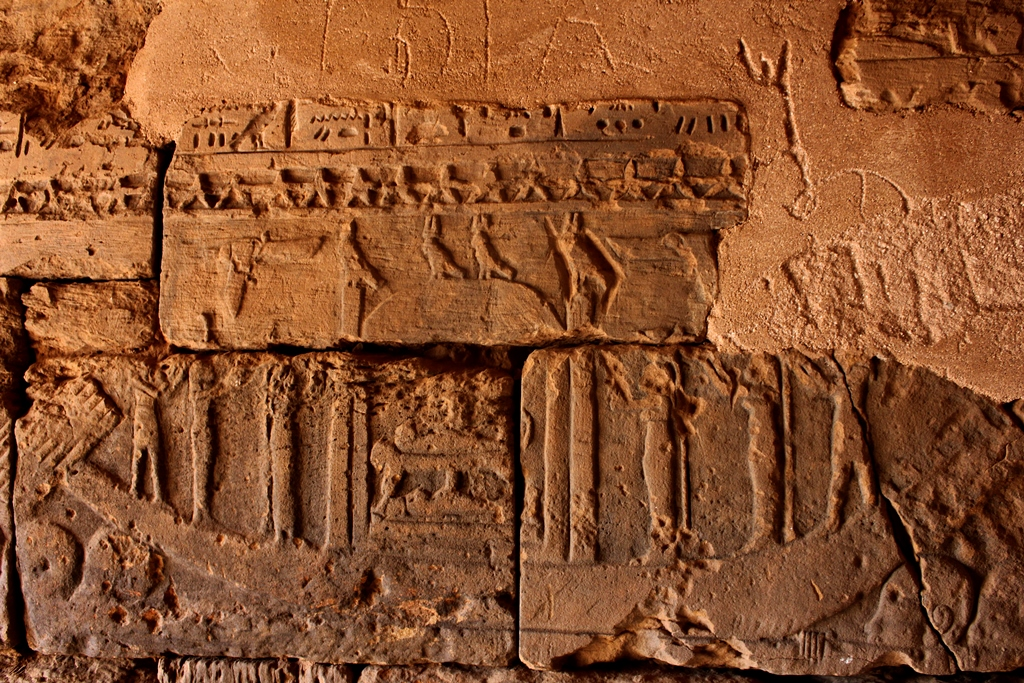
Detalle de la capilla de la Pirámide Beg. N1.

Después de que el cementerio sur se llenara, los entierros continuaron en el denominado cementerio norte. Este sitio contiene los entierros reales de los reyes y reinas de Meroe desde c. 300 a. C. hasta aproximadamente el año 350. El cementerio norte contiene muchas pirámides reales aunque no todas pertenecen a reyes o reinas:
- Beg. N1 - candace Amanitore
- Beg. N2 - rey Amanijabale[5]
- Beg. N3 - pirámide de reina (sin identificar)
- Beg. N4 - rey Amanteja
- Beg. N5 - príncipe Arijanjarer, hijo de Amanitore
- Beg. N6 - candace Amanishajeto
- Beg. N7 - rey Arqamani (Merqetek)
- Beg. N8 - Nahirqa(?) (Nayajensan-mery-Isis ?).
- Beg. N9 - rey Tabirqo (Adijalamani ?)
- Beg. N10 - rey Shorkaror o Arijanjarer
- Beg. N11 - reina Shanakdajete
- Beg. N12 - candace Shanakdajete
- Beg. N13 - rey Naqyryinsan[7]
- Beg. N14 - pirámide de rey (sin identificar)
- Beg. N15 - pirámide de rey (sin identificar)
- Beg. N16 - rey Ajyesteme?
- Beg. N17 - rey Amanitenmemide, Nebmaatre I
- Beg. N18 - reina Amanikhatashan
- Beg. N19 - rey Tarekeniwal
- Beg. N20 - pirámide de rey (sin identificar)
- Beg. N21 - pirámide de rey (sin identificar)
- Beg. N22 - rey Natakamani
- Beg. N24 - pirámide de rey (sin identificar)
- Beg. N25 - pirámide de rey (sin identificar)
- Beg. N26 - pirámide de reina (sin identificar)
- Beg. N27 - pirámide de rey (sin identificar)
- Beg. N28 - rey Teqerideamani I
- Beg. N29 - rey Takizemani.
- Beg. N30 - pirámide de rey (sin identificar)
- Beg. N32 - pirámide de reina (sin identificar)
- Beg. N34 - rey Artanyeszeme, Jeperkare III
- Beg. N35 - Maniterara(ze), Teraramani
- Beg. N36 - pirámide de rey (sin identificar)
- Beg. N37 - desconocido
- Beg. N38 - pirámide de rey (sin identificar)
- Beg. N40 - pirámide de rey (sin identificar)
- Beg. N41 - pirámide de rey (sin identificar)
- Beg. N51 - pirámide de rey (sin identificar)
- Beg. N52 - desconocido
- Beg. N53 - pirámide de rey (sin identificar)
- Beg. N55 - desconocido
- Beg. N56 - pirámide de príncipe (sin identificar)

## Cementerio oeste de Begarawiyah

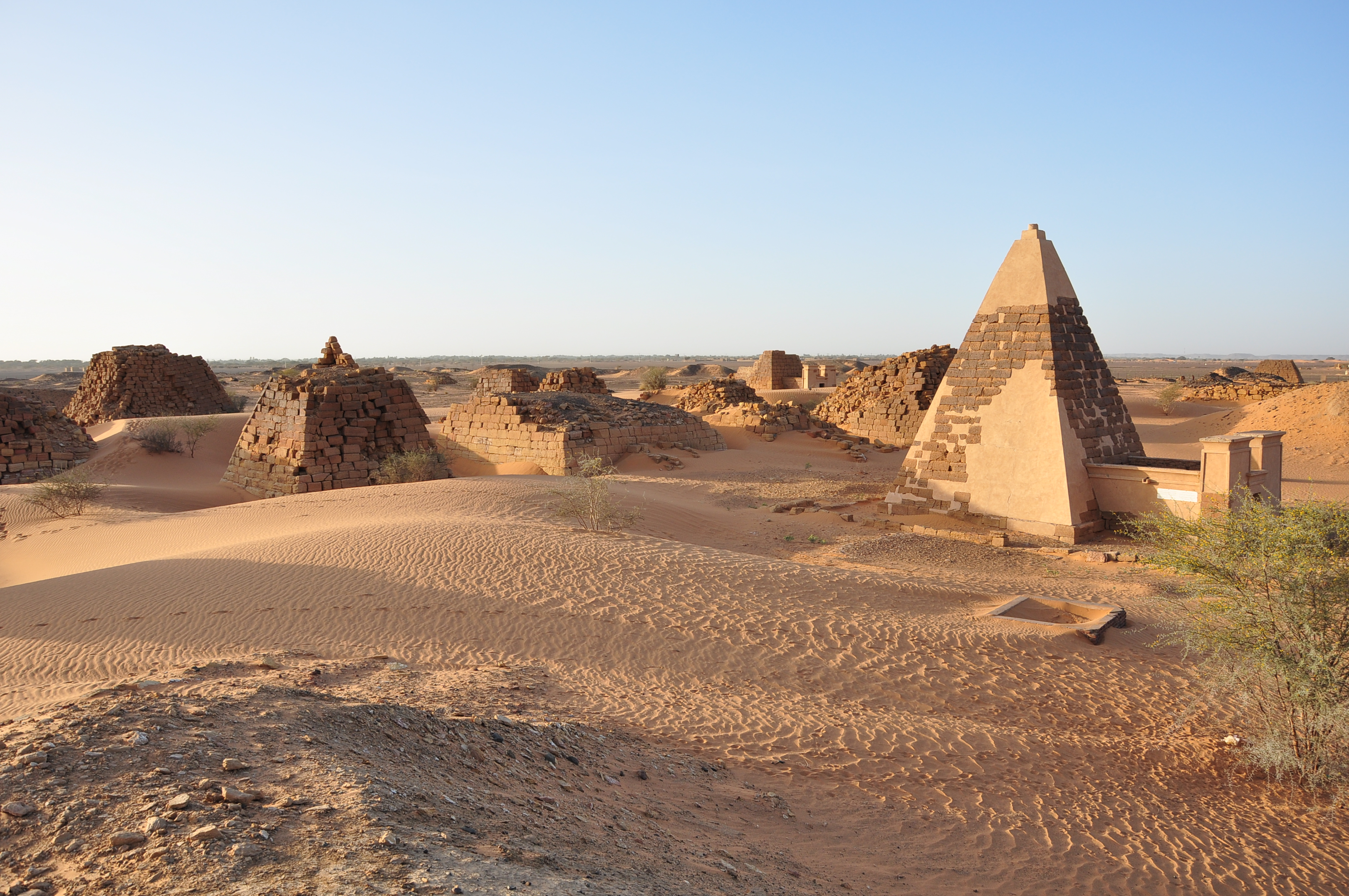
Cementerio oeste de Meroe.

El tercer cementerio es el del oeste, donde también existen otras pirámides. Al parecer, los altos dignatarios y sus familiares fueron enterrados aquí. Algunas de sus pirámides pueden ser reales.

Pirámides de Meroe al amanecer.

- Beg. W14 - Nasapanasap
- Beg. W18 - Taktidamani
- Beg. W19 - Tedeqen
- Beg. W105 - Amanipilde
- Beg. W113 - rey Mashadeajel
- Beg. W309 - reina Patrapeamani
- Beg. W342 - Atedekey